# Martin Zach
Pour les articles homonymes, voir Zach.
Temple de la renommée Allemagne :
Martin Zach (né le 4 janvier 1933 à Bad Tölz, mort le 27 septembre 2008 en Alaska) est un joueur professionnel allemand de hockey sur glace.
Il est le frère de Hans Zach.

## Carrière
Il joue de 1949 à 1959 à l'EC Bad Tölz. En 177 matchs avec cette équipe, il marque 129 buts.
Il a 11 sélections dans l'équipe nationale entre 1953 et 1956 et participe à sept matchs pendant les Jeux olympiques de 1956.
Après sa retraite sportive, il reprend la boucherie de ses parents à Bad Tölz.

## Source de traduction
- (de) Cet article est partiellement ou en totalité issu de l’article de Wikipédia en allemand intitulé « Martin Zach » (voir la liste des auteurs).